# Fruittella
Fruittella é uma marca de balas mastigáveis feitas com suco de fruta, cores e sabores naturais, gelatina e goma laca. São produzidas pela empresa holandesa/italiana Perfetti Van Melle, que também fabrica Mentos e Chupa Chups.
As balas Fruittella foram inventadas em 1951 por um fabricante de doces em Cracóvia, na Polônia. Os irmãos Van Melle que adquiriram os direitos e lançaram a Fruittella no mercado holandês no mesmo ano. Em seguida, o produto foi comercializado na maior parte do mundo, tornando-se uma das marcas mais famosas da empresa.[carece de fontes?]

## Ligações Externas
- Fruittella Website